# مونيكا أكسميت
مونيكا أكساميت (ولدت في 18 فبراير 1990) هي مبارزة سيف أمريكية. مثلت بلدها في دورة الألعاب الأولمبية الصيفية 2016 حيث حصلت على ميدالية برونزية في حدث فريق سيبر النسائي.